# Kozma Praški
Kozma Praški (češko Kosmas Pražský, latinsko Cosmas Decanus), duhovnik, pisec in zgodovinar, *  1045, Praga,  2. oktober 1125, Praga. 

## Življenje
V letih 1075 do 1081 je študiral v Liègeu. Po vrnitvi na Češko se je poročil z  Božetěho, s katero je imel sina Hermana ali Zdica in ostal nižji redovnik. Njegov sin je kasneje postal škof v Olomucu. Kozma je bil leta 1099 v Esztergomu na Ogrskem posvečen v diakona.

## Dela
Njegovo obsežno delo, napisano v latinščini, ima naslov Kronika Čehov (Chronica Boemorum). Razdeljeno je v tri knjige.
Prva knjiga, dokončana leta 1119, se začne s stvarjenjem sveta in konča leta 1038. Opisuje legendarno ustanovitev češke države okoli leta 600 (vojvoda Čeh, vojvoda Krok in njegove tri hčere), vojvodinjo Libuše in ustanovitev dinastije Přemyslidov s poroko s Přemyslom, stare krvave vojne, vojvodo Bořivoja in uvedbo krščanstva na Češkem, svetega Venčeslava in njegovo staro mater sveto Ljudmilo, vladavino treh Boleslavov, življenje svetega Adalberta in krvave vojne po letu 1000.
Druga knjiga opisuje češko zgodovino v letih 1038–1092. Knjiga se začne z junaškimi dejanji vojvode Břetislava, znanega kot "češki Ahil", na primer z njegovo zmago nad Poljani. Kronika opisuje tudi dolgo in uspešno vladavino kralja Vratislava, ki je bil znan kot silovit in pogimen vladar dober mož. V njej je tudi odsev njegovih vojn v Italiji. Knjiga se konča z Vratislavovo smrtjo.
Tretja knjiga zajema obdobje od leta 1092 do 1125. Začne se z opisom obdobja nestabilnosti in krvavih državljanskih vojn po Vratislavovi smrti med letoma 1092 in 1109. Kronika se konča z vladavino Vladislava med letoma 1109 in 1125. Leta 1125 je Kozma umrl.
V poznejšem 12. in 13. stoletju so Kozmovi nasledniki njegovo zgodovino podaljšali do leta 1283.

## Sklica
1. ↑   Francis J. Schaeffer. Cosmas of Prague.
2. ↑  Cosmas of Prague. Vol. 7. str. 214.

## Vir
- Cosmas of Prague (2009). Wolverton, Lisa (ur.). The chronicle of the Czechs. Washington, D.C.: Catholic University of America Press. ISBN 9780813215709. Arhivirano iz izvirnika 14. oktobra 2013.